# Associação Brasileira de Cineastas
A Associação Brasileira de Cineastas (ABRACI) é uma associação de cineastas do Brasil, com sede no Rio de Janeiro. Foi fundada em 3 de abril de 1975, em Assembleia realizada na Cinemateca do Museu de Arte Moderna, sendo hoje a mais antiga associação brasileira de diretores de longa-metragem em atividade.

## Diretoria atual
A mais recente eleição da Abraci, ocorrida em maio de 2015, elegeu a diretoria para o período 2015-2017, com a seguinte composição: Presidente Carolina Paiva Vice-Presidente, Aída Marques; Tesoureiro, Daniel Caetano; Diretora Secretária Daniela Broitman; Diretores Executivos, Eunice Gutman, Frederico Cardoso e André da Costa Pinto; Conselho Fiscal, Helena Solberg, Ana Maria Magalhães e Jorge Durán. Conselho Consultivo: Luiz Carlos Lacerda, Orlando Senna, José Joffily e Lúcia Murat. Secretária Nathalia de Oliveira.

## Primeira diretoria
O boletim informativo número um da ABRACI relata que a Assembléia Geral foi composta pelos cem membros – devidamente registrados - que compareceram a esta Assembléia de fundação e elegeram uma primeira diretoria para o biênio que foi de julho de 1975 a julho de 1977.
- presidente: Nelson Pereira dos Santos
- vice-presidente: Geraldo Sarno
- secretário executivo: Leon Hirszman
- diretores: Eduardo Escorel, Oswaldo Caldeira, Xavier de Oliveira e Pedro Carlos Rovai
- conselho fiscal: Antônio Carlos Fontoura, Neville de Almeida, Rose Lacreta, tendo como suplentes Alberto Salvá, Nelo Melli e Miguel Borges.

## Presidentes
(lista incompleta )
- 2024: PH Souza
- 2022: Eduardo Ades
- 2020: Paola Vieira
- 2017: Daniel Caetano
- 2015: Carolina-Paiva
- 2012-14: Dodô Brandão
- 2011: Rose La Creta
- 2009-10: Tetê Moraes
- 2007: Sérgio Sanz
- 2006: Joel Zito Araújo
- 2005: Luiz Carlos Lacerda
- 2004: Roberto Farias
- 2003: Tetê Moraes
- 2002: Murilo Salles
- 2001: Lúcia Murat
- 1999-2000: José Joffily
- 1990-91: Marco Altberg
- 1987: Leon Hirszman
- 1984-85 Eduardo Escorel
- 1981-83: Gustavo Dahl
- 1979-81: Oswaldo Caldeira
- 1977-79: Zelito Viana
- 1975-77: Nelson Pereira dos Santos